# Stempellinella brevis
Stempellinella brevis är en tvåvingeart som först beskrevs av Edwards 1929.  Stempellinella brevis ingår i släktet Stempellinella och familjen fjädermyggor.
Artens utbredningsområde är Manitoba. Arten är reproducerande i Sverige. Inga underarter finns listade i Catalogue of Life.